# Hasanabad (Kurdistan)
Hasanābād (farsi حسنآباد) è una città della shahrestān di Sanandaj, circoscrizione Centrale, nella provincia iraniana del Kurdistan. Aveva, nel 2006, una popolazione di 7.292 abitanti.